# 1952年夏季奥林匹克运动会自行车比赛
1952年夏季奥林匹克运动会自行车比赛在赫尔辛基举行。

## 奖牌榜

### 公路
| Event                          | 金牌                                                               | 银牌                                                        | 铜牌                                                         |
| Road race, Individual （詳細） | André Noyelle · 比利时（BEL）                                      | Robert Grondelaers · 比利时（BEL）                          | 埃迪·齐格勒 · 德国（GER）                                    |
| Road race, Team （詳細）       | 比利时（BEL） · Robert Grondelaers · André Noyelle · Lucien Victor | 意大利（ITA） · 迪诺·布鲁尼 · 詹尼·吉迪尼 · 温琴佐·祖科内利 | 法国（FRA） · 雅克·安克蒂尔 · 克洛德·鲁埃尔 · Alfred Tonello |

### 场地
| Event                     | 金牌                                                                        | 银牌                                                                               | 铜牌                                                                    |
| Pursuit, Team （詳細）    | 意大利（ITA） · 马里诺·莫雷蒂尼 · 洛里斯·坎帕纳 · 米诺·德罗西 · 圭多·梅西纳 | 南非（RSA） · 艾尔弗雷德·斯威夫特 · 乔治·埃斯特曼 · 罗伯特·福勒 · Thomas Shardelow | 英国（GBR） · 罗纳德·斯特雷顿 · 唐纳德·伯吉斯 · 乔治·纽伯里 · 艾伦·牛顿 |
| Sprint （詳細）           | 恩佐·萨基 · 意大利（ITA）                                                   | 莱昂内尔·考克斯 · （AUS）                                                          | 维尔纳·波策恩海姆 · 德国（GER）                                         |
| Tandem （詳細）           | 莱昂内尔·考克斯 · and 拉塞尔·莫克里奇 · （AUS）                             | 雷蒙德·鲁宾逊 · and Thomas Shardelow · 南非（RSA）                                 | 安东尼奥·马斯佩斯 · and 切萨雷·皮纳雷洛 · 意大利（ITA）                 |
| 1000m time trial （詳細） | 拉塞尔·莫克里奇 · （AUS）                                                   | 马里诺·莫雷蒂尼 · 意大利（ITA）                                                    | 雷蒙德·鲁宾逊 · 南非（RSA）                                             |

## 参赛国家
| - 阿根廷（6） - （6） - 奥地利（4） - 比利时（11） - 保加利亚（5） - 加拿大（2） - 智利（4） - 捷克斯洛伐克（6） - 丹麦（13） |  | - 芬兰（11） - 法国（10） - 德国（5） - 英国（12） - 危地马拉（5） - 匈牙利（6） - 印度（5） - 意大利（11） - 日本（4） |  | - 牙买加（1） - 列支敦士登（2） - 卢森堡（4） - 墨西哥（4） - 荷兰（6） - 新西兰（2） - 挪威（3） - 巴基斯坦（2） - 罗马尼亚（5） |  | - 南非（5） - 韩国（3） - 越南（4） - 苏联（10） - 瑞典（8） - 瑞士（10） - 美国（9） - 乌拉圭（7） - 委内瑞拉（4） |

## 各国奖牌榜
| 排名 | 国家／地区    | 金牌 | 银牌 | 铜牌 | 總數 |
| ---- | ------------- | ---- | ---- | ---- | ---- |
| 1    | 意大利（ITA） | 2    | 2    | 1    | 5    |
| 2    | （AUS）       | 2    | 1    | 0    | 3    |
| 2    | 比利时（BEL） | 2    | 1    | 0    | 3    |
| 4    | 南非（RSA）   | 0    | 2    | 1    | 3    |
| 5    | 法国（FRA）   | 0    | 0    | 1    | 1    |
| 5    | 英国（GBR）   | 0    | 0    | 1    | 1    |
| 7    | 德国（GER）   | 0    | 0    | 2    | 2    |